# 맷 르블랑
맷 르블랑(Matt LeBlanc, 1967년 7월 25일 ~ )은 미국의 배우이다. 시트콤 《프렌즈》의 주인공 중 하나인 조이 트리비아니 역으로 잘 알려져 있다.
2003년 5월 3일 오랫동안 교제해왔던 멀리사 맥나이트(Mellisa McKnight)과 결혼하였으나, 2006년에 이혼하였다.

## 출연 작품
- 로스트 인 스페이스
- 프렌즈